# Nässjön (Bjurbäcks socken, Västergötland)
Nässjön är en sjö i Jönköpings kommun och Mullsjö kommun i Västergötland och ingår i Göta älvs huvudavrinningsområde. Sjön är 11,2 meter djup, har en yta på 2,1 kvadratkilometer och befinner sig 229,1 meter över havet. Sjön avvattnas av vattendraget Tidan. I sjöns nordvästra ända ligger Nyckelås naturreservat och resterna av en gammal kvarn. Strax öster om Näs gård ligger en badplats. Vid Näs gård i sjöns norra ända startar den 5,8 kilometer långa vadringsleden Nyckelåsleden. Vid Nässjöns nordöstra strand ligger Bjurbäcks kyrka från sent 1800-tal. 

## Näs gård
Vid sjöns nordvästra spets ligger Näs gård från 1600-talet. Gården är ett porthus i karolinerstil från 1600-talet och är tillsammans med mangelhus, magasin och en drängstuga kulturminnesmärkt.

## Galleri

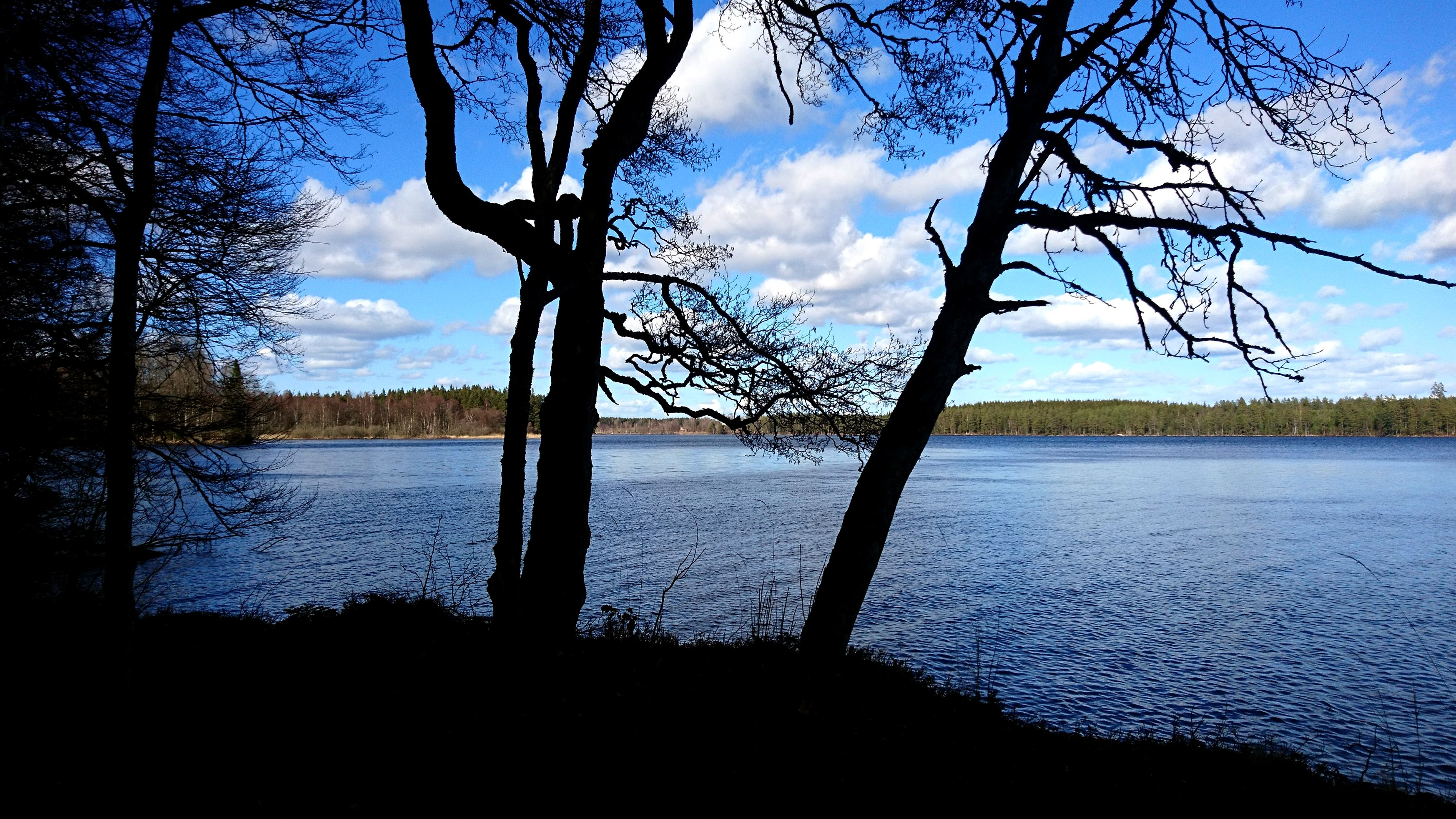
Nässjön från Nyckelås naturreservat i sjöns nordvästra ända.
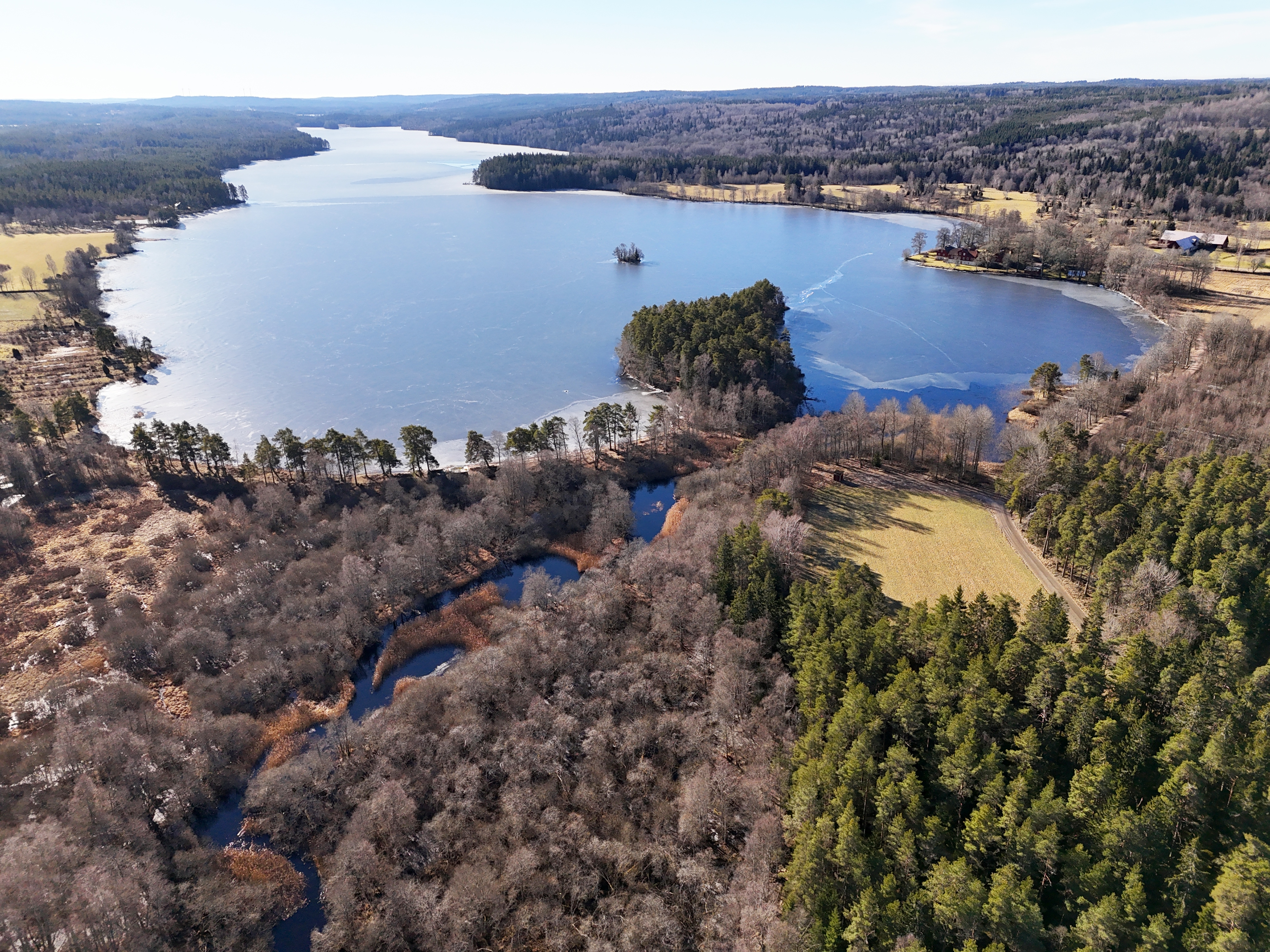
Norra delen av Nässjön med utflödet Tidan i mars 2025.

## Delavrinningsområde
Nässjön ingår i det delavrinningsområde (641590-138078) som SMHI kallar för Utloppet av Nässjön. Medelhöjden är 254 meter över havet och ytan är 13,8 kvadratkilometer. Räknas de 12 delavrinningsområdena uppströms in blir den ackumulerade arean 191,29 kvadratkilometer. Tidan som avvattnar avrinningsområdet har biflödesordning 2, vilket innebär att vattnet flödar genom totalt 2 vattendrag innan det når havet efter 360 kilometer. Delavrinningsområdet består mestadels av skog (56 %) och jordbruk (15 %). Avrinningsområdet har 2,09 kvadratkilometer vattenytor vilket ger det en sjöprocent på 15,1 %.